# Vojislav Korać
Vojislav Korać (Debelo Brdo kod Korenice, 6. juna 1924. — Beograd 29. oktobar 2010) bio je srpski istoričar arhitekture, akademik, profesor univerziteta u penziji i saradnik Instituta za istoriju umetnosti Filozofskog fakulteta u Beogradu.

## Biografija
Osnovnu školu je završio u Petrovom Selu, a gimnaziju pohađao u Subotici, Korenici, Sremskim Karlovcima i Beogradu. Studije arhitekture pohađao je u Pragu 1946. godine, potom u Beogradu gde je i diplomirao 1952. godine. Po završetku studija postao je asistent u Arheološkom institutu. Doktorirao je na Filozofskom fakultetu u Beogradu 1959. godine sa temom „Graditeljska škola Pomorja“. Godine 1960. izabran je za docenta za predmet Istorija arhitekture, 1965. godine za vanrednog profesora, a 1977. za redovnog profesora Filozofskog fakulteta u Beogradu. Učesnik je mnogobrojnih arheoloških istraživanja u Srbiji, Makedoniji i Crnoj Gori.
Za dopisnog člana Srpske akademije nauka i umetnosti izabran je 7. maja 1981. godine, a za redovnog člana 25. aprila 1989. godine. Predsednik je Međuodeljenskog odbora SANU za multidisciplinarno proučavanje spomenika srednjovekovne arhitekture.
Od 1997. godine je predsednik Hilandarskog odbora i urednik Hilandarskog zbornika.
Aprila 1998. godine izabran je za počasnog člana Hrišćanskog arheološkog drustva sa sedištem u Atini.
Za ishode svojih naučnih istraživanja dobio je brojna priznanja Saveza društva konzervatora Srbije, Matice srpske, Republičkog zavoda za zaštitu spomenika kulture i Filozofskog fakulteta.

## Važniji radovi
- Кораћ, Војислав (1965). Градитељска школа Поморја. Београд: Научно дело.
- Кораћ, Војислав (1976). Студеница хвостанска. Београд: Институт за историју уметности.
- Бабић, Гордана; Кораћ, Војислав; Ћирковић, Сима (1986). Студеница. Београд: Југословенска ревија.
  - Ćirković, Sima; Korać, Vojislav; Babić, Gordana (1986). Studenica monastery. Belgrade: Jugoslovenska revija.
  - Ćirković, Sima; Korać, Vojislav; Babić, Gordana (1986). Le monastère de Studenica. Belgrade: Jugoslovenska revija.
- Кораћ, Војислав (1987). Између Византије и Запада: Одабране студије о архитектури. Београд: Просвета; Институт за историју уметности.
- Ристић, Момчило М.; Ћирковић, Сима М.; Кораћ, Војислав Р. (1989). Опеке српских средњовековних манастира. Београд: САНУ.
- Ђурић, Војислав Ј.; Ћирковић, Сима; Кораћ, Војислав (1990). Пећка патријаршија. Београд-Приштина: Југословенска ревија; Јединство.
  - Đurić, Vojislav J.; Ćirković, Sima; Korać, Vojislav (1990). The Patriarchate of Peć. Belgrade-Priština: Jugoslovenska revija; Jedinstvo.
  - Đurić, Vojislav J.; Ćirković, Sima; Korać, Vojislav (1990). Der Patriarchensitz Peć. Belgrad-Priština: Jugoslovenska revija; Jedinstvo.
  - Đurić, Vojislav J.; Ćirković, Sima; Korać, Vojislav (1990). Le patriarcat de Peć. Belgrade-Priština: Jugoslovenska revija; Jedinstvo.
- Кораћ, Војислав; Шупут, Марица (1998). Архитектура византијског света. Београд: Народна књига-Алфа; Византолошки институт; Филозофски факултет.
- Кораћ, Војислав (1998). „Седишта двеју западних Савиних епископија: Стон и Превлака”. Свети Сава у српској историји и традицији. Београд: САНУ. стр. 85—91.
- Кораћ, Војислав (2001). Мартинићи: Остаци раносредњовековног града. Београд-Подгорица: САНУ; Филозофски факултет; ЦАНУ.
- Кораћ, Војислав (2003). Споменици монументалне српске архитектуре XIV века у Повардарју. Београд: САНУ.
- Кораћ, Војислав; Ковачевић, Мирко (2004). Манастир Хиландар: Конаци и утврђење. Београд-Света Гора Атонска: Републички завод за заштиту споменика културе Србије; Византолошки институт; Манастир Хиландар.

Uz to, u razdoblju od 1951. do 2007. godine napisao je preko stotinu studija i članaka u vezi sa srednjovekovnom arhitekturom objavljenih u domaćoj i stranoj periodici.

## Literatura
- Ћирковић, Сима; Михаљчић, Раде, ур. (1997). Енциклопедија српске историографије. Београд: Knowledge.

## Spoljašnje veze
- Biografija na sajtu SANU
- Istorijska biblioteka: Vojislav Korać

1. ↑  Ћирковић & Михаљчић 1997, стр. 445-446.